# Evelyne Tschopp
Evelyne Tschopp (Muttenz, 19 giugno 1991) è una judoka svizzera.

## Palmarès
- Europei

Varsavia 2017: bronzo nei -52kg;
Tel Aviv 2018: bronzo nei -52kg.
- Universiade

Gwangju 2015: bronzo nei -52kg.
- Campionati mondiali juniores

Zagabria 2017: oro nei -70kg.
- Campionati europei cadetti

Atene 2014: oro nei -70kg

### Vittorie nel circuito IJF
| Data           | Località | Paese      | Categoria |
| -------------- | -------- | ---------- | --------- |
| 13 maggio 2016 | Almaty   | Kazakistan | Gran Prix |
| 9 marzo 2018   | Agadir   | Marocco    | Gran Prix |